# Kulturmagasinet, Helsingborg
Kulturmagasinet är en museiinstitution i Helsingborg belägen vid Fredriksdals friluftsmuseum som ansvarar för Helsingborgs museers olika samlingar i form av arkivmaterial, historiska föremål och konst. Man ansvarar även för konservering av föremål, dokumentation och insamling, samt kulturvård och kulturmiljövård. Dessutom äger och förvaltar man medeltidsborgen Kärnan. Tillsammans med Dunkers kulturhus och Fredriksdals museer och trädgårdar är Kulturmagasinet en del av Helsingborgs museer.
Byggnaden tillkom då Helsingborgs stadsmuseums samlingar växt sig alltför stora och behovet för mer plats blev akut. 1996 stod byggnaden klar, finansierad med hjälp av pengar från Henry och Gerda Dunkers donationsfond. Arkitekt var Sonny Mattsson genom Michelsen arkitekter. Kulturmagasinet består av 8 000 m² yta för alla nödvändiga funktioner och har ett klimatstyrningssystem som gör att klimatbehovet för de olika föremålen kan anpassas.
Kulturmagasinet ansvarar även för publikationen av olika skrifter som rör Helsingborg och Helsingborgs historia och i byggnaden finns en butik där man kan köpa böcker från hela samlingen.